# Per Magnus Nilsson (militär)
Per Magnus Nilsson, född 16 oktober 1964 i Kristianstads Heliga Trefaldighets församling i Kristianstads län, är en svensk militär.

## Biografi
Nilsson avlade officersexamen vid Krigsskolan 1986 och utnämndes samma år till fänrik vid Bohusläns regemente, där han befordrades till löjtnant 1988. Han befordrades till major 1996 och tjänstgjorde i Livgrenadjärbrigaden till dess den lades ned 1997, varpå han tjänstgjorde i Smålandsbrigaden. Överstelöjtnant Nilsson var tillförordnad chef för Hemvärnets stridsskola från den 1 augusti till den 31 december 2021[källa behövs] och sedan den 1 januari 2022 är han chef för Livgrenadjärgruppen.